# El bandido de la Sierra
El bandido de la Sierra es una obra de teatro en verso con tres actos y un epílogo de Luis Fernández Ardavín, estrenada en 1923.

## Argumento
El drama recrea el mito del bandolero generoso, en este caso ambientado en una aldea de la Castilla del siglo XIX, relatando la opresión del pueblo por el cacique local, la rebelión y huida de Salvador y los amoríos del fugitivo con la joven Fuensanta.

## Estreno
- Teatro Centro, Madrid, 26 de septiembre de 1923.
  - Intérpretes: Enrique Borrás, Sta. Barroso, Leovigildo Ruiz Tatay, Emilio Mesejo.

- Teatro Barcelona. Estreno en Barcelona, 11 de septiembre de 1926.
  - Intérpretes: Rafael Rivelles, María Fernanda Ladrón de Guevara.

## Adaptación
En 1927 se realizó una adaptación cinematográfica, dirigida por Eusebio Fernández Ardavín y protagonizada por Josefina Díaz de Artigas y Santiago Artigas.